# Битва при Гандесе (1938)
Битва при Гандесе была событием, которое произошло в апреле 1938 года во время гражданской войны в Испании.

## Предпосылки
После падения г. Каспе войска националистов продолжили продвижение к Каталонии при поддержке Легиона «Кондор» и «Легионерской авиации». К концу февраля силы националистлв добрались до окраин Гандесы. XV-я интербригада отступала с начала Арагонского наступления, когда республиканские оборонительные рубежи рухнули.
Битва была вызвана решением XV-ой интербригады окопаться и удержать город Гандеса, чтобы замедлить наступление франкистских войск, которые неуклонно двигались вперед с начала наступления.

## Битва
Город Гандеса удерживала XV-я интербригада, и националисты атаковали его войсками итальянского экспедиционного корпуса генерала Марио Берти и армейского корпуса Монастерио. Несмотря на доблесть британских войск в составе интербригад, 3 апреля Гандеса пала, а 140 британских и американских членов интербригад были захвачены в плен. Тем не менее сопротивление XV-ой интербригады позволило республиканским войскам перегруппироваться и вывести часть войск через реку Эбро.

## Битва в культуре
Эта битва упоминается в песне «Jamie Foyers», где был убит вымышленный герой.